# دوست‌دختری از جهنم
دوست‌دختری از جهنم (به انگلیسی: Girlfriend from Hell) فیلمی ۱۰۷ دقیقه‌ای به کارگردانی دنیل م. پترسن با بازی دانا آشبروک محصول کشور ایالات متحده آمریکا است.